# Sympycnus laetus
Sympycnus laetus är en tvåvingeart som beskrevs av Becker 1922. Sympycnus laetus ingår i släktet Sympycnus och familjen styltflugor. Inga underarter finns listade i Catalogue of Life.